# Paul Rosenberg (Musikmanager)

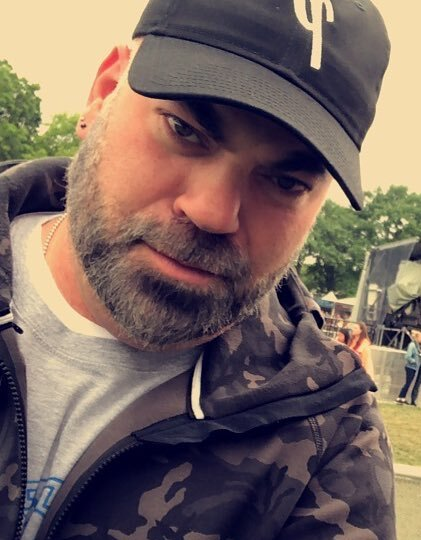
Paul Rosenberg, 2018

Paul Rosenberg (* 1. August 1971 in Detroit, Michigan) ist ein US-amerikanischer Musikmanager und Rechtsanwalt aus Detroit. Er wurde vor allem durch seine Zusammenarbeit mit dem Hip-Hop-Künstler Eminem bekannt.

## Karriere
Rosenberg kam erstmals mit Eminem im Jahr 1996 in Kontakt, nachdem er dessen erstes Soloalbum Infinite gehört hatte. Er kontaktierte den Rapper und wurde dessen Manager. 1999 gründete Rosenberg zusammen mit Eminem das zu Interscope Records gehörende Hip-Hop-Label Shady Records, bei dem unter anderem Künstler wie 50 Cent, D12, Obie Trice, Yelawolf und Slaughterhouse unter Vertrag stehen bzw. standen. Zusammen mit Eminem gründete er auch den Radiosender Shade 45.
Neben seiner Arbeit als Manager ist Rosenberg auf mehreren Alben von Eminem auf ironischen Skits, die den Titel Paul tragen, zu hören. Darin übernimmt er die Rolle des Mahners, der auf Eminem einredet, seine Texte zu mildern oder das ganze Album zu verwerfen.
Außerdem ist Rosenberg Manager und Rechtsanwalt der Talentfirma Goliath Artists, bei der unter anderem die Künstler Xzibit, Cypress Hill, blink-182, Three 6 Mafia, Action Bronson und The Alchemist unter Vertrag stehen.
Im August 2017 wurde bekanntgegeben, dass Rosenberg ab 2018 als neuer CEO von Def Jam Recordings tätig sein wird.